# Stockwell metróállomás
A Stockwell a londoni metró egyik állomása a 2-es zónában, a Northern line és a Victoria line érinti.

## Története
Az állomást 1890. november 4-én adták át a City & South London Railway (mai Northern line) részeként, utasok csak december 18-ától használhatták. 1900-ban megépült a vonal folytatása, azóta átmenő állomásként üzemel. 1971. július 23-án átadták a Victoria line állomását is.

## Forgalom
| Járat | Útvonal | Gyakoriság     |
| ----- | --- | -------------- |
|       | (Edgware és High Barnet felől –) Kennington – Oval – Stockwell – Clapham North – Clapham Common – Clapham South – Balham – Tooting Bec – Tooting Broadway – Colliers Wood – South Wimbledon – Morden                                                 | 2-3 percenként |
|       | Walthamstow Central – Blackhorse Road – Tottenham Hale – Seven Sisters – Finsbury Park – Highbury & Islington – King’s Cross St. Pancras – Euston – Warren Street – Oxford Circus – Green Park – Victoria – Pimlico – Vauxhall – Stockwell – Brixton | 2-3 percenként |

## Átszállási kapcsolatok
| Állomás   | Átszállási kapcsolatok           |
| --------- | -------------------------------- |
| Stockwell | Helyi buszok (Stockwell Station) |

## Fordítás
- Ez a szócikk részben vagy egészben  a   Stockwell tube station című angol Wikipédia-szócikk fordításán alapul.  Az eredeti cikk szerkesztőit annak laptörténete sorolja fel. Ez a jelzés csupán a megfogalmazás eredetét és a szerzői jogokat jelzi, nem szolgál a cikkben szereplő információk forrásmegjelöléseként.